# سید محمدباقر شیرازی
سید محمدباقر موسوی شیرازی (۴ آذر ۱۳۱۰- ۲۳ اردیبهشت ۱۳۹۳) از مراجع تقلید شیعه و فرزند سید عبدالله شیرازی از مراجع تقلید شیعه و از علمای بزرگ مشهد بود. او علاوه بر فقه در نجوم و ریاضیات هم تبحر داشت.

## خاندان
نیای وی، آیت‌الله سید محمدعلی از فعالان مشروطیت در تهران و از حامیان شیخ فضل الله نوری بود که پس از قتل شیخ فضل الله به شیراز آمد. جدش آیت‌الله سید محمدطاهر (درگذشته ۱۳۴۵ق/ ۱۳۰۴ش) نیز در مبارزات علیه نفوذ انگلیس در ایران (بخصوص جنوب) نقش داشت پدرش نیز سید عبدالله شیرازی بود که به سبب مبارزات خود علیه انگلیس دولت انگلیس توسط مامور خود ساکس او و پدرش (سید عبدالله) را ۶ ماه به سیوند تبعید کرد.
تحصیل
در سال ۱۳۰۷ (قمری) جهت فراگیری علوم دینی به نجف رفت و در سال ۱۳۱۷ (قمری) به شیراز بازگشت و در حوزه علمیه آنجا مشغول ادامه تحصیل خود شد.
سید محمدباقر پس از گذراندن دوره‌های مقدماتی و سطوح مختلف علوم دینی، به درجه اجتهاد رسید.

## مخالفت با همایش بایزید و انتقاد از تضعیف اسلام
وی بدنبال در هماهنگی با مخالفت عده‌ای از علماء با همایش تجلیل از بایزید بسطامی، ضمن مخالفت انعقاد چنین همایشی و بیان انتقاداتی از شرایط جامعه اسلامی مبنی بر فاصله گرفتن از اسلام، همچنین انتساب بیت شعری ««فارغ از خود شدم و کوس انالحق بزدم / همچو منصور خریدار سر دار شدم» را -بعلت انتقاد وی از جریان عرفان و حلاج- به سید روح‌الله خمینی باطل دانست.

## درگذشت
در ۲۳ اردیبهشت ۱۳۹۳ در سن ۸۳ سالگی درگذشت. و در حرم علی بن موسی الرضا دفن شد. سید علی خامنه ای در پیامی درگذشت وی را تسلیت گفت.

## اساتید
- میرزا حسن موسوی بجنوردی
- سید عبدالله شیرازی
- عبدالحسین رشتی
- سید جمال‌الدین گلپایگانی
- سید محمود حسینی‌شاهرودی
- سید ابوالقاسم خویی
- سید روح‌الله خمینی

## تالیفات
- الفقه الاسلامی و سیر الزمن
- رساله آثار تازه پدیده یا مسائل مستحدثه
- الاصول فی سیر تمامه و کماله
- الجمعة و آثارها فی الاسلام
- حاشیه بر کتاب «النهایه» شیخ توسی به شکل استدلالی
- حاشیه بر کتاب «مجتمع الرسائل» مرحوم صاحب جواهر
- مناسک حج
- الفقه الاسلامی
- رساله توضیح المسائل